# Million Reasons
Million Reasons (pol. Milion powodów) – piosenka nagrana przez amerykańską piosenkarkę Lady Gagę na jej piąty album, Joanne (2016). Pierwotnie wydana jako promocyjny singiel, została wysłana do stacji radiowych 8 listopada 2016 roku jako drugi singiel z tego albumu. Utwór został napisany przez Lady Gagę, Hillary Lindsay i Marka Ronsona oraz wyprodukowany przez Ronsona, Gagę i BloodPopa. Jest to utwór popowy z wpływami country.
W celu promowania piosenki, piosenkarka wystąpiła na wielu koncertach podczas swojej trasy Dive Bar Tour (2016), a później umieściła ją na liście utworów wykonywanych podczas występu w trakcie przerwy podczas 51. Super Bowl. Już jako singiel promocyjny utwór odniósł duży sukces komercyjny, znajdując się w pierwszej dziesiątce sprzedawanych utworów na Węgrzech, Słowacji, w Szwajcarii i USA.

## Historia i wydanie

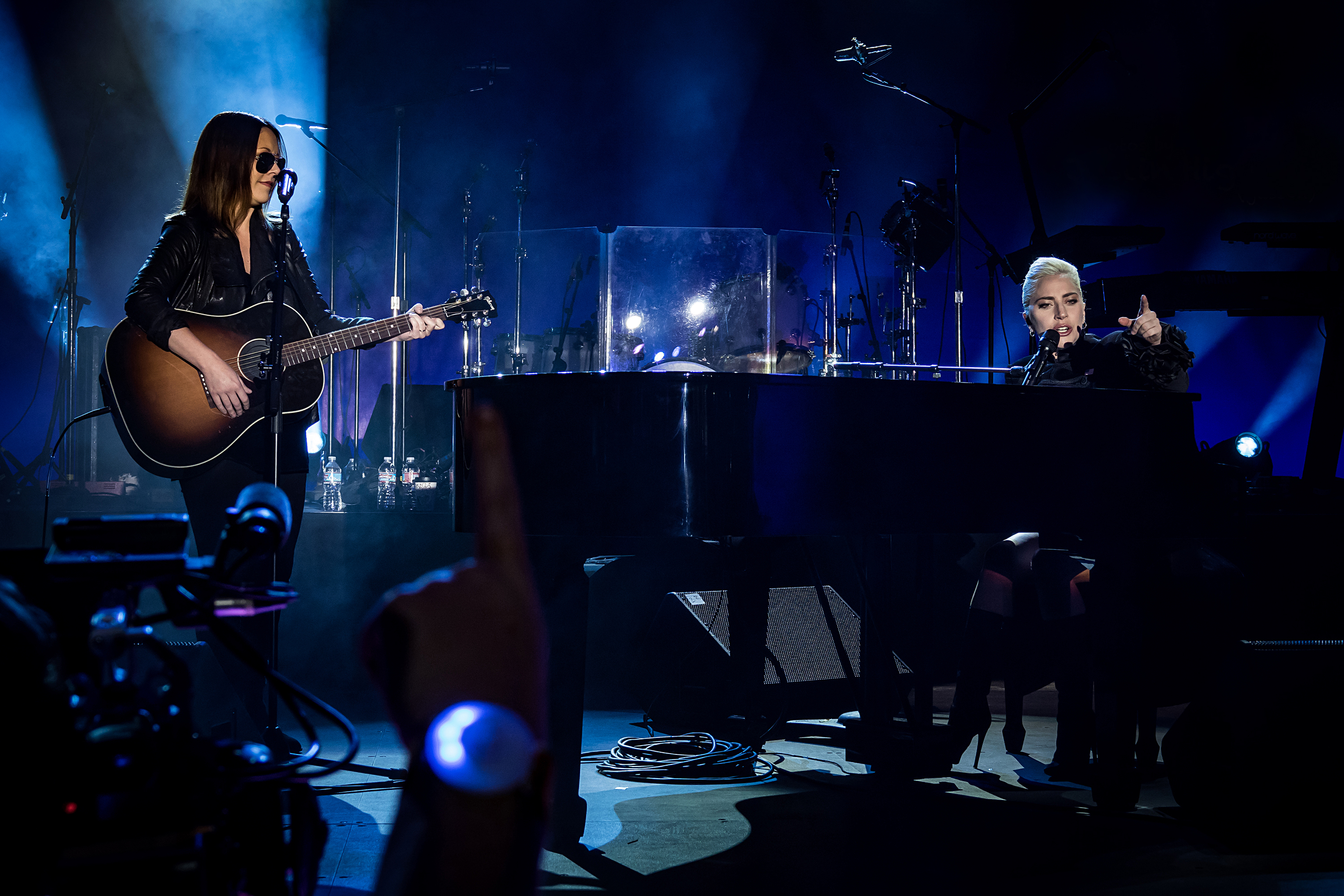
Gaga śpiewająca „Million Reasons” w 2016.

Po wydaniu Perfect Illusion, 9 września 2016 Lady Gaga zapowiedziała trasę koncertową Dive Bar Tour (2016): serię promocyjnych koncertów, podczas których piosenkarka występowała w różnych barach w Stanach Zjednoczonych. Miejsca koncertów nadawały im bardziej kameralne brzmienie, jednocześnie były one transmitowane na żywo na oficjalnej stronie facebookowej piwa Bud Light.
Milion Reasons zostało zaprezentowane jako singiel promocyjny w wersji cyfrowej dla tych, którzy wstępnie zamówili Joanne przez iTunes 6 października 2016, jednak po komercyjnym sukcesie, zwłaszcza, gdy Gaga pojawiła się w Carpool Karaoke, części programu telewizyjnego The Late Late Show with James Corden, utwór Million Reasons został wybrany jako drugi singiel z Joanne. Utwór został wydany w amerykańskich rozgłośniach radiowych 8 listopada 2016.

## Notowania i certyfikaty
| Lista przebojów (2016-17)                 | Najwyższa pozycja |
| ----------------------------------------- | ----------------- |
| Australia (ARIA Charts)                   | 34                |
| Austria (Ö3 Austria Top 40)               | 52                |
| Belgia (Ultratop Flandria)                | 14                |
| Belgia (Ultratop Walonia)                 | 32                |
| Czechy (Singles Digitál Top 100)          | 48                |
| Francja (SNEP)                            | 29                |
| Hiszpania (PROMUSICAE)                    | 22                |
| Irlandia (IRMA)                           | 58                |
| Kanada (Canadian Hot 100)                 | 16                |
| Niemcy (Media Control Charts)             | 85                |
| Nowa Zelandia (RMNZ)                      | 2                 |
| Portugalia (AFP)                          | 53                |
| Słowacja (Singles Digitál Top 100)        | 9                 |
| Stany Zjednoczone (Hot 100)               | 4                 |
| Szwajcaria (Schweizer Hitparade)          | 7                 |
| Szwecja (Sverigetopplistan)               | 71                |
| Węgry (Single (track) Top 40 lista)       | 10                |
| Wielka Brytania (Official Charts Company) | 39                |
| Włochy (FIMI)                             | 12                |

| Kraj                         | Certyfikat         | Sprzedaż   |
| ---------------------------- | ------------------ | ---------- |
| Australia (ARIA)             | platynowa płyta    | 70 000+    |
| Brazylia (Pro-Música Brasil) | złota płyta        | 50 000+    |
| Francja (SNEP)               | złota płyta        | 66 666+    |
| Kanada (Music Canada)        | złota płyta        | 40 000+    |
| Polska (ZPAV)                | 2× platynowa płyta | 40 000+    |
| Stany Zjednoczone (RIAA)     | platynowa płyta    | 1 100 000+ |
| Wielka Brytania (BPI)        | srebrna płyta      | 200 000+   |
| Włochy (FIMI)                | 3× platynowa płyta | 150 000+   |